# 高島鎮雄
高島鎮雄（たかしま しずお、1938年－）は、自動車、カメラ、時計のジャーナリスト。群馬県出身。
1957年より自動車誌『モーターファン』美術部、1959年より『モーターマガジン』編集部、1962年『カーグラフィック』の創刊に参加した。後カーグラフィック副編集長、スーパーCG編集長。1996年時点で『インターナショナル・リストウォッチ』編集顧問。2012年現在全日本クラシックカメラクラブ会長。

## 主な著書

### 自動車関係
- 『じどうしゃ博物館』福音館書店（1992年）
- 『カタログで見る日本車なつかし物語』三樹書房（2006年）
- 『カタログで見る日本車めずらし物語』三樹書房（2011年）

### カメラ関係
- 『一眼レフの軌跡』朝日ソノラマ（1984年）
- 『クラシックカメラ倶楽部』小学館（1996年）
- 『使うスプリングカメラ』双葉社（2002年）
- 『クラシックカメラへの誘い』朝日ソノラマ（2007年）